# Dibenzopiran
Dibenzopiran i srodni spojevi, vrste psihotropnih tvari. Uvršteni su u Hrvatskoj na temelju Zakona o suzbijanju zlouporabe droga na Popis droga, psihotropnih tvari i biljaka iz kojih se može dobiti droga te tvari koje se mogu uporabiti za izradu droga, pod Popis droga i biljaka iz kojih se može dobiti droga, pod 2. Popis psihotropnih tvari i biljaka, Odjeljak 1 - Psihotropne tvari sukladno Popisu 1. Konvencije UN-a o psihotropnim tvarima iz 1971. godine. Kemijskim sastavom to su spojevi strukturno izvedeni iz kanabinola (izuzev kanabidiola) hidrirani na prstenu A, bez obzira na to jesu li ili nisu dodatno supstituirani na prstenu B; homolozi navedenih spojeva s različitim brojem ugljikovih atoma u supstituentu na položaju 3, njihovi stereoizomeri, te derivati navedenih spojeva izvedeni supstitucijom na hidroksilnoj skupini.